# 박승호 (야구인)
박승호(朴承昊, 1958년 2월 9일~)는 대한민국의 야구 선수, 지도자이다. 선수 시절 KBO 리그의 삼성 라이온즈의 내야수로 활동했으며 은퇴 후에는 지도자가 되어 NC 다이노스의 1군 타격코치 등을 맡았다.

## 선수 경력

### 아마추어 경력
대건고등학교와 건국대학교를 졸업한 뒤 군복무를 위해 공군 소속의 성무 야구단에 입단하여 야구 선수 생활을 했다.

### 프로 경력
군 복무를 마친 뒤 1983년 신인 드래프트를 통해 연고 팀 삼성 라이온즈에 입단하여 프로 생활을 시작하였다. 1990 시즌에는 지명 타자로서 110경기에 출전하여 0.307의 타율, 75 타점, 홈런 20개, 0.505의 장타율을 기록하였고, 골든 글러브 지명 타자 부문을 수상하며 자신의 선수 경력에 있어 커리어 하이를 찍었다. 하지만 1990년을 제외한 나머지 시즌에선 대체로 2할 중후반대의 타율과 4할대의 장타율을 기록하며 아주 뛰어난 선수로 기억될 만큼의 활약은 펼치지 못했다. 그는 비록 1980년대 함께 뛰었던 팀 동료 이만수, 장효조, 김성래와 같은 커다란 업적을 남긴 슈퍼 스타는 아니었지만 그래도 팀에서 꾸준히 제 역할을 한 선수로서 통산 11시즌을 보내고 현역에서 은퇴하였다.

#### 별명
어떤 노래에선 박승호를 원클럽맨이라고 한다.

## 지도자 경력
삼성 라이온즈에서만 현역 생활을 하다가 은퇴한 박승호는 1993년부터 1999년까지 친정 팀에 계속 머무르며 타격코치로 일했다. 그는 5년 코치 생활을 하는 동안 1995년 투수로 입단한 이승엽에게 타자로 전향할 것을 권유하기도 했는데 당시 백인천 감독, 박흥식 코치와 함께 그가 대형 타자로 성장하는 데에 도움을 주었다.
2000 시즌부터 박승호는 SK 와이번스로 팀을 옮겨 4년간 타격코치로서의 일을 계속 이어 나갔고, 2004 시즌부터는 팀을 옮겨 KIA 타이거즈 김성한 감독, 서정환 수석코치의 지휘 아래 타격코치 생활을 했다. 2006 시즌이 시작되기 전에는 KIA 타이거즈 코칭 스태프 개편을 통해 서정환이 감독으로, 박승호가 수석 코치로 승격되었다. 2007 시즌 전반기에는 팀 성적이 최하위에 머물면서 6월에 대대적인 코칭 스태프 개편이 있었고, 수석 코치로 있었던 박승호는 2군 감독으로 보직이 이동되었다. 2007 시즌이 끝날 때까지 끝내 최하위에서 벗어나지 못한 KIA 타이거즈는 시즌 후 서정환 감독을 경질하였고, 2007년 시즌 중 배터리 코치로 영입했다가 새로 선임한 조범현 감독이 코칭 스태프를 새로 구성하면서 그는 구단과 재계약하지 못했다. 하지만 그가 키워냈던 이용규는 국가대표 외야수로 우뚝섰다.
프로 야구계를 떠나 2008년 그는 공주고등학교 야구부 감독으로 부임하여 지도자 생활을 했다.

이후 두산 베어스의 부름을 받아 프로에 복귀했다.

### NC 다이노스 시절
2011년 10월 4일 두산 베어스 2군 감독직에서 물러나고 NC 다이노스의 수석코치로 선임되었다.
2013년 11월 1일 NC 다이노스의 코치 보직 발표에 따라 양승관에게 수석코치직을 넘기고 D팀(잔류군) 총괄코치로 보직이 변경되었다.
2015년 4월 22일 잔류군 총괄코치에서 1군 타격코치로 보직이 변경됐다.

## 삼성 라이온즈 레전드 올스타
한국 프로 야구 2010 시즌 7월, 올스타전이 대구구장에서 치러지면서 "삼성 라이온즈 레전드 올스타" 행사도 열렸는데, 박승호가 레전드 지명타자로 선정되어 오랜만에 삼성 라이온즈의 고전 유니폼을 입고 모습을 드러내기도 하였다.

## 통산 기록
| 연도 | 팀명   | 타율  | 경기 | 타수 | 득점 | 안타 | 2루타 | 3루타 | 홈런 | 루타 | 타점 | 도루 | 도실 | 볼넷 | 사구 | 삼진 | 병살 | 실책 | 비고                         |
| ---- | ------ | ----- | ---- | ---- | ---- | ---- | ----- | ----- | ---- | ---- | ---- | ---- | ---- | ---- | ---- | ---- | ---- | ---- | ---------------------------- |
| 1983 | 삼성   | 0.237 | 88   | 241  | 26   | 57   | 9     | 0     | 7    | 87   | 39   | 0    | 3    | 26   | 9    | 29   | 4    | 3    |                              |
| 1984 | 삼성   | 0.277 | 92   | 220  | 28   | 61   | 11    | 1     | 3    | 83   | 23   | 5    | 3    | 35   | 11   | 21   | 3    | 1    |                              |
| 1985 | 삼성   | 0.290 | 88   | 131  | 16   | 38   | 7     | 0     | 8    | 69   | 29   | 1    | 1    | 9    | 4    | 13   | 2    | 0    |                              |
| 1986 | 삼성   | 0.275 | 93   | 182  | 15   | 50   | 12    | 1     | 4    | 76   | 33   | 4    | 1    | 18   | 3    | 24   | 6    | 0    |                              |
| 1987 | 삼성   | 0.286 | 82   | 189  | 26   | 54   | 10    | 0     | 4    | 76   | 35   | 1    | 2    | 24   | 7    | 15   | 3    | 0    |                              |
| 1988 | 삼성   | 0.288 | 70   | 198  | 21   | 57   | 9     | 1     | 7    | 89   | 34   | 2    | 1    | 10   | 4    | 23   | 3    | 1    |                              |
| 1989 | 삼성   | 0.291 | 96   | 299  | 41   | 87   | 15    | 1     | 12   | 140  | 49   | 3    | 1    | 30   | 2    | 39   | 3    | 0    |                              |
| 1990 | 삼성   | 0.307 | 110  | 398  | 64   | 122  | 17    | 1     | 20   | 201  | 75   | 3    | 1    | 50   | 3    | 45   | 12   | 0    | 홈런 3위 지명타자 골든글러브 |
| 1991 | 삼성   | 0.245 | 106  | 302  | 37   | 74   | 21    | 0     | 10   | 125  | 65   | 0    | 3    | 56   | 3    | 29   | 10   | 0    |                              |
| 1992 | 삼성   | 0.283 | 91   | 265  | 34   | 75   | 14    | 0     | 10   | 119  | 45   | 1    | 2    | 33   | 4    | 26   | 6    | 0    |                              |
| 1993 | 삼성   | 0.167 | 31   | 60   | 4    | 10   | 0     | 0     | 2    | 16   | 5    | 0    | 0    | 4    | 1    | 9    | 1    | 0    |                              |
| 통산 | 11시즌 | 0.276 | 947  | 2485 | 312  | 685  | 125   | 5     | 87   | 1081 | 432  | 20   | 18   | 295  | 51   | 273  | 53   | 5    |                              |

## 출신 학교
- 대구교육대학교 대구부설초등학교
- 대건중학교
- 대건고등학교
- 건국대학교

## 등번호
- 21(1983년~1988년)
- 3(1989년~1992년)
- 85(2011년)
- 77(2012년~)